# عباس البلداوي
عباس عبد اللطيف البلداوي من البو إسماعيل الموالي، هو سياسي عراقي في بغداد سنة 1914 وتوفي سنة 1969. ويعود أصله لمدينة بلد.
تخرج من كلية الحقوق في سنة 1937، وعمل قاضيا بين عامي 1938 و 1945 ثم قائممقام لقضاء النجف قضاء الخالص فقضاء الشامية سنة 1946 ومتصرفا لعدة ألوية حتى عام 1958، حيث شغل منصب متصرف لواء الحلة وكالة ثم الكوت، وفي سنة 1952م نقل متصرفا لكربلاء، وفي سنة 1955 نقل إلى الديوانية، وفي سنة 1958 نقل متصرفا لديالى.
وفي سنة 1959 رشح لإشغال وكيل وزارة البلديات، ثم شغل منصب وزير البلديات في حكومة عبد الكريم قاسم للفترة 3 آذار 1960 حتى 14 أيار 1961 حيث استقال لأسباب صحية.